# 祖冲之算法
祖冲之算法（ZUC）是中華人民共和國政府采用的一种序列密码标准，由国家密码管理局于2012年3月21日发布，相关标准为“GM/T 0001-2016 祖冲之序列密码算法”，2016年10月成为中国国家密码标准（GB/T 33133-2016）。祖冲之算法于2011年9月被3GPP采纳为国际加密标准（TS 35.221），可供LTE移动终端选用。